# HD 128617
HD 128617，又名CD-48 9218，SAO 225091、HR 5458，是一颗恒星，视星等为6.39，位于銀經320.52，銀緯10.1，其B1900.0坐标为赤經14h 32m 42.8s，赤緯-48° 10.1′ 9″。